# Parthenocissus vicaryana
Parthenocissus vicaryana là một loài thực vật hai lá mầm trong họ Nho. Loài này được (Kurz) H.B. Naithani miêu tả khoa học đầu tiên năm 1990.